# بری هاینس
بری هاینس (انگلیسی: Barry Hines; ۳۰ ژوئن ۱۹۳۹ – ۱۸ مارس ۲۰۱۶) نویسنده اهل بریتانیا بود. وی بین سال‌های ۱۹۶۶ تا ۲۰۰۹ میلادی فعالیت می‌کرد.
از باشگاه‌هایی که در آن بازی کرده‌است می‌توان به باشگاه فوتبال کراولی تاون اشاره کرد.